# José Luzán y Martínez
José Luzán y Martínez (ur. 1710 w Saragossie, zm. 1785 tamże) – hiszpański malarz barokowy pochodzący z Aragonii.
Pochodził z rodziny o tradycjach artystycznych, jego ojciec Juan Luzán również był malarzem. Ożenił się z Teresą Zabalo, córką malarza Juana Zabalo. Zarówno ojciec jak i szwagier zajmowali się głównie malarstwem religijnym i projektowaniem nastaw ołtarzowych.
Dzięki mecenatowi rodziny Pignatelli wyjechał na studia do Neapolu, gdzie zapoznał się z włoską sztuką barokową i uczył się u Giuseppe Mastroleo. Około 1730 wrócił do Saragossy i otworzył własną szkołę malarstwa. Był znany i poważany jako nauczyciel, wśród jego uczniów znaleźli się m.in. Francisco Goya, Francisco Bayeu, José Beratón, Antonio Martínez i Tomás Vallespín.
W 1741 roku pracował na dworze Filipa V, co pozwoliło mu się zapoznać z obrazami mistrzów zdobiącymi królewską rezydencję. Obserwacje ogromnych zbiorów mieszczących się w pałacu pozwoliły mu znacznie ulepszyć własny styl. Porzucił charakteryzujący jego wczesne prace tenebryzm na rzecz ciepłej kolorystyki, w której dominowały kolor żółty i czerwony oraz ochra. Od 1760 r. malował obrazy religijne o dużych rozmiarach i oryginalnej kompozycji.
Wyjechał z Madrytu aby kierować Akademią Malarstwa i Rzeźby w Saragossie, niestety szkołę wkrótce zamknięto z braku funduszy. W 1784 roku udało się wskrzesić akademię, jednak Luzán był już zbyt stary i schorowany, aby móc nią kierować. Zmarł rok później w swoim rodzinnym mieście.